# Foulek Ringelheim
Pour les articles homonymes, voir Ringelheim (homonymie).
Foulek Ringelheim, né à Ougrée le 20 janvier 1938 et mort le 16 septembre 2019, est un juriste, essayiste et romancier belge. Il fut président du tribunal de commerce de Nivelles, avant de se consacrer à l'écriture.

## Biographie

### Jeunesse
Il est le père du comédien et directeur artistique Aurélien Ringelheim spécialisé  dans le domaine du doublage.

### Le juriste
Après avoir fait ses études de droit à Liège, puis obtenu une licence en criminologie à l'ULB, Foulek Ringelheim exerce le métier d'avocat jusqu'en 1977, avant de rejoindre la magistrature. Il occupera ainsi la fonction de président du tribunal de commerce de Nivelles.
Il rejoint lors de la création le Conseil supérieur de la Justice.

### L'écrivain
Dans les années 1970, Foulek Ringelheim cofonde la revue Pro justitia, pour laquelle il interviewe une première fois Michel Foucault peu avant son ouvrage Surveiller et punir,.
Ringelheim publiera divers articles sur la place de la justice dans la société d'aujourd'hui et en critiquant certains aspects dans les années 1990, finissant cette période par un court essai, Amour sacré de la justice.
Dans un entretien au magazine du Barreau de Liège, il explique que passer à l'écriture ne lui a pas été simple et est venu lentement, et que ses diverses activités de publication l'en tenaient éloigné. Il publiera son premier roman, Le juge Goth, à l'âge de 63 ans.

## Œuvre

### Essais

#### Amour sacré de la justice
En 1998, il publie un court essai, Amour sacré de la justice... : à la recherche d'une introuvable, où il développe les thématiques qui lui sont chères :
- les rapports entre la justice et les citoyens et sa perception ;
- le caractère sacré et neutre d'une audience ;
- les rapports avec les médias ;
- une critique des méthodologies suivies par la Commission Dutroux, notamment concernant le respect des droits de la défense.

Dans sa seconde thématique, il aborde la place du procureur lors d'une audience pénale. Cet ouvrage aura de l'impact dans le débat politique ; son propos « Le quiproquo est à son comble quand le procureur, après la clôture des débats, par une sorte de lapsus judiciaire, accompagne avec un naturel confondant, les juges dans la salle des délibérés » est ainsi repris dans une proposition de loi visant à corriger cet état de fait.

### Romans

#### Le Juge Goth
Le juge Goth est le premier roman de Foulek Ringelheim, dressant le portrait d'un juge saisi par le doute et prenant du recul face aux règles de la profession.

#### La Seconde Vie d'Abram Potz
Ce second roman sera récompensé par le prix des lycéens en 2005.
Il sera adapté au théâtre par Freddy Sicx.